# Districtul Kazincbarcika
Kazincbarcika (în maghiară Kazincbarcikai járás) este un district în județul Borsod-Abaúj-Zemplén, Ungaria.
Districtul are o suprafață de 341,72 km2 și o populație de 65.823 locuitori (2013).